# Amt Güstrow-Land
Das Amt Güstrow-Land liegt im Landkreis Rostock in Mecklenburg-Vorpommern (Deutschland). In diesem Amt sind 14 Gemeinden zur Erledigung ihrer Verwaltungsgeschäfte zusammengeschlossen.

## Sitz und Aufgaben
Der Verwaltungssitz befindet sich in der nicht amtsangehörigen Kreisstadt Güstrow. Zum Amt gehörten ursprünglich 15 Gemeinden. Die Gemeinde Bülow wurde am 13. Juni 2004 nach Gutow eingemeindet; am 1. Januar 2005 wurde die Gemeinde Recknitz in die Gemeinde Plaaz eingegliedert. Seit dem 1. Januar 2005 gehört die Gemeinde Gülzow-Prüzen aus dem aufgelösten Amt Steintanz-Warnowtal zum Amt Güstrow-Land.
Das Amtsgebiet reicht vom Urstromtal der Recknitz im Nordosten bis zu den hügeligen Gebieten im Süden, die bereits in der Mecklenburgischen Seenplatte liegen. Im Süden grenzt das Amt an den Landkreis Ludwigslust-Parchim. Abgesehen von den Flussauen der Recknitz und der Nebel ist die Gegend flach bis leicht hügelig. Die höchste Erhebung im Amtsbereich wird mit 99 m ü. NHN in der Nähe von Klein Upahl erreicht. Das Gebiet ist landwirtschaftlich geprägt, die unmittelbare Nähe zu Güstrow ließ aber auch einige neue Gewerbegebiete entstehen. Teile der Nebel-Flussufer sowie einige Seen stehen unter Naturschutz. Die Seen um Güstrow und im Süden des Amtsgebietes haben für die weitere touristische Erschließung noch Potenziale.
Durch das Amtsgebiet führen die Bundesautobahn 19 (Berlin–Rostock), die Bundesstraßen 103 und 104 sowie die Bahnlinien von Berlin nach Rostock sowie von Güstrow über Laage bzw. über Schwaan nach Rostock.

## Die Gemeinden mit ihren Ortsteilen
1. Glasewitz mit Dehmen und Kussow
2. Groß Schwiesow mit Klein Schwiesow
3. Gülzow-Prüzen mit Boldebuck, Groß Upahl, Gülzow, Hägerfelde, Karcheez, Langensee, Mühlengeez, Parum, Prüzen, Tieplitz und Wilhelminenhof
4. Gutow mit Badendiek, Bülow, Bülower Burg, Ganschow und Schönwolde
5. Klein Upahl
6. Kuhs mit Zehlendorf
7. Lohmen mit Altenhagen, Garden, Gerdshagen, Lähnwitz, Nienhagen, Oldenstorf und Rothbeck
8. Lüssow mit Karow und Strenz
9. Mistorf mit Augustenruh, Goldewin, Käselow, Neumühle und Siemitz
10. Mühl Rosin mit Bölkow, Kirch Rosin und Koitendorf
11. Plaaz mit Mierendorf, Recknitz, Spoitgendorf, Wendorf und Zapkendorf
12. Reimershagen mit Groß Tessin, Kirch Kogel, Rum Kogel und Suckwitz
13. Sarmstorf mit Bredentin
14. Zehna mit Braunsberg/Wendorf, Groß Breesen, Klein Breesen und Neuhof